# Ophiomyia leprosa
Ophiomyia leprosa är en tvåvingeart som beskrevs av Mitsuhiro Sasakawa 2005. Ophiomyia leprosa ingår i släktet Ophiomyia och familjen minerarflugor.
Artens utbredningsområde är Vietnam. Inga underarter finns listade i Catalogue of Life.